# Aglomeração de Opole
Aglomeração de Opole — aglomeração monocêntrica na parte central da voivodia de Opole; a cidade central da aglomeração é Opole.
Segundo o programa da Rede Europeia de Observação para o Desenvolvimento e Coesão Territorial (ESPON), a Área Urbana Funcional de Opole (FUA, em inglês: Functional Urban Area) em 2002 era habitada por 285 000 pessoas.
Em 2005, Paweł Swianiewicz e Urszula Klimska caracterizaram a aglomeração de Opole como uma área à qual pertencia à cidade de Opole e 7 comunas: a comuna de Dąbrowa, a comuna de Komprachcice, a comuna de Dobrzeń Wielki, a comuna de Turawa, a comuna de Ozimek, a comuna de Chrząstowice, e a comuna de Tarnów Opolski. Em 2002, esta área era habitada por 212 000 pessoas. Ao determinar a aglomeração, as áreas adjacentes a Opole foram delimitadas, considerando o saldo migratório em 1998–2002, a densidade populacional (em 2002) e a taxa de emprego relacionada à intensidade do deslocamento.
| Comuna                   | População (30-06-2010) [hab.] | Área (01-01-2010) [km²] | Densidade populacional [hab./km²] |
| ------------------------ | ----------------------------- | ----------------------- | --------------------------------- |
| Opole                    | 125722                        | 96,55                   | 1302,14                           |
| Comuna de Chrząstowice   | 6728                          | 82,35                   | 81,70                             |
| Comuna de Dąbrowa        | 9692                          | 130,79                  | 74,10                             |
| Comuna de Dobrzeń Wielki | 14547                         | 91,01                   | 159,84                            |
| Comuna de Komprachcice   | 11400                         | 55,91                   | 203,9                             |
| Comuna de Ozimek         | 20601                         | 125,67                  | 163,93                            |
| Comuna de Tarnów Opolski | 9807                          | 81,80                   | 119,89                            |
| Comuna de Turawa         | 9588                          | 172,10                  | 55,71                             |
| Total                    | 20 8085                       | 836,18                  | 248,85                            |

Em agosto de 2010, o Departamento de Política Regional e Espacial do Gabinete do Marechal da Voivodia de Opole, apresentando o sistema de assentamento da voivodia ao Plano de Desenvolvimento Espacial da Voivodia de Opole, também determinou a área da aglomeração de Opole com Opole e todos as 18 comunas em dois condados: Opole e Krapkowice. Ao determiná-lo, a delimitação das comunas não foi considerada.
| Comuna                   | População (20-06-2010) [hab.] | Área (01-01-2010) [km²] | Densidade populacional [hab./km²] |
| ------------------------ | ----------------------------- | ----------------------- | --------------------------------- |
| Opole                    | 125722                        | 96,55                   | 1302,14                           |
| Comuna de Chrząstowice   | 6728                          | 82,35                   | 81,70                             |
| Comuna de Dąbrowa        | 9692                          | 130,79                  | 74,10                             |
| Comuna de Dobrzeń Wielki | 14547                         | 91,01                   | 159,84                            |
| Comuna de Gogolin        | 11936                         | 100,57                  | 118,68                            |
| Comuna de Komprachcice   | 11400                         | 55,91                   | 203,9                             |
| Comuna de Krapkowice     | 24118                         | 97,31                   | 247,85                            |
| Comuna de Łubniany       | 9418                          | 126,05                  | 74,72                             |
| Comuna de Murów          | 5742                          | 160,02                  | 35,88                             |
| Comuna de Niemodlin      | 13828                         | 183,14                  | 75,51                             |
| Comuna de Ozimek         | 20601                         | 125,67                  | 163,93                            |
| Comuna de Popielów       | 8402                          | 175,49                  | 47,88                             |
| Comuna de Prószków       | 9940                          | 121,05                  | 82,11                             |
| Comuna de Strzeleczki    | 7715                          | 117,37                  | 65,73                             |
| Comuna de Tarnów Opolski | 9807                          | 81,80                   | 119,89                            |
| Comuna de Tułowice       | 5433                          | 81,25                   | 66,87                             |
| Comuna de Turawa         | 9588                          | 172,10                  | 55,71                             |
| Comuna de Walce          | 5812                          | 69,11                   | 84,1                              |
| Comuna de Zdzieszowice   | 17077                         | 57,44                   | 297,3                             |
| Total                    | 32 7506                       | 2124,98                 | 154,12                            |

Em 2011, o vice-presidente de Opole, Arkadiusz Wiśniewski, propôs a criação da Associação de Comunas da Aglomeração de Opole, que seria um fórum para discussões conjuntas e tomaria a palavra em assuntos importantes para Opole e comunas vizinhas.